# Dryoscopus cubla
La cubla dorsinegra (Dryoscopus cubla) es una especie de ave paseriforme de la familia Malaconotidae propia del sur de África.

## Distribución y hábitat
Se encuentra en Angola, Botsuana, Burundi, República Democrática del Congo, Kenia, Lesoto, Malawi, Mozambique, Namibia, Ruanda, Somalia, Sudáfrica, Suazilandia, Tanzania, Zambia, y Zimbabue.
Sus hábitats naturales son los bosques secos subtropicales y tropicales y las sabanas.